# Pseudonautia geniculata
Pseudonautia geniculata is een rechtvleugelig insect uit de familie Romaleidae. De wetenschappelijke naam van deze soort is voor het eerst geldig gepubliceerd in 1873 door Stål.